# Michael Kölbl
Michael Kölbl (* 20. November 1986) ist ein ehemaliger österreichischer Fußballspieler.

## Karriere
Kölbl begann seine Karriere beim USV Hartberg Umgebung. 1999 kam er in die Jugend des TSV Hartberg. Spätestens ab 2005 kam er für die Zweitmannschaft der Hartberg zum Einsatz. Im März 2007 debütierte er für die Profis von Hartberg in der zweiten Liga, als er am 21. Spieltag der Saison 2006/07 gegen den SC-ESV Parndorf 1919 in der 89. Minute für Manuel Engleder eingewechselt wurde. Bis Saisonende folgten noch drei weitere Einsätze. Allerdings musste Hartberg als Tabellenletzter in die Regionalliga absteigen.
In seiner ersten Saison in der Regionalliga kam Kölbl auf 23 Spiele, in denen er drei Treffer erzielen konnte. Hartberg beendete die Saison auf Rang 7. In der folgenden Saison konnte man als Meister der Regionalliga Mitte wieder in die zweithöchste Spielklasse aufsteigen. In jener Saison kam er in 28 Spielen zum Einsatz und erzielte dabei vier Tore. Bis zu seinem Abgang absolvierte Kölbl noch 63 Spiele für Hartberg in der zweiten Liga.
Im Jänner 2012 wechselte er zum Landesligisten SV Lafnitz. Mit Lafnitz konnte er 2013 in die Regionalliga Mitte aufsteigen. In der ersten Saison der Lafnitzer in der Regionalliga, die man auf dem dritten Tabellenplatz beendete, erzielte er in 21 Spielen zehn Tore.
In den folgenden Spielzeiten hielten sich die Lafnitzer immer auf den vorderen Tabellenplätzen und Kölbl kam dabei regelmäßig zum Einsatz. In der Saison 2017/18 konnte er mit Lafnitz Meister der Regionalliga Mitte werden und in die 2. Liga aufsteigen. In der Folgezeit kam er zumeist in der zweiten Mannschaft der Lafnitzer, in der er auch als Mannschaftskapitän fungierte, zum Einsatz und hatte in den nachfolgenden vier Spielzeiten lediglich drei Ligaauftritte bei den Profis. Im Sommer 2022 verließ er nach zehn Jahren den Verein und schloss sich – zusammen mit seinem langjährigen Teamkollegen Martin Rodler – dem Fünftligisten TSV Pöllau aus der Oberliga Süd/Ost an.
Noch während seiner aktiven Karriere machte er in der Saison 2017/18 die Lizenz zum Kindertrainer, gefolgt von Jugendtrainerlizenz ein Jahr später. Nachdem er 2017 kurzzeitig als Co-Trainer die U-9-Mannschaft des USV Grafendorf trainiert hatte, fungierte er ab Sommer 2017 als Trainer der U-13-Auswahl des SV Lafnitz, die er in der darauffolgenden Spielzeit wiederum als Co-Trainer betreute.